# Antari
Antari é uma vila e uma nagar panchayat no distrito de Gwalior, no estado indiano de Madhya Pradesh.

## Demografia
Segundo o censo de 2001, Antari tinha uma população de 9534 habitantes. Os indivíduos do sexo masculino constituem 53% da população e os do sexo feminino 47%. Antari tem uma taxa de literacia de 53%, inferior à média nacional de 59,5%; com 66% para o sexo masculino e 34% para o sexo feminino. 16% da população está abaixo dos 6 anos de idade.